# Chiesa di Sant'Elena (Cergnago)
La chiesa di Sant'Elena è la parrocchiale di Cergnago, in provincia di Pavia e diocesi di Vigevano; fa parte del vicariato di Mortara e Cassolnovo.

## Storia
Originariamente Cergnago ricedeva nel territorio di giurisdizione della pieve di Velezzo Lomellina; la prima citazione di una cappella in paese, che era dedicata a santo Stefano, risale al Basso Medioevo ed è contenuta nelle Rationes Decimarum redatte tra il 1322 e il 1323.
Nel 1647, anno in cui fu eretta la parrocchia, il borgo e la chiesa vennero distrutti dalle truppe francesi; nel 1662 si provvide a ricostruire il luogo di culto con il finanziamento dell'amministrazione comunale e della confraternita della Santissima Trinità.
Nel 1817 la chiesa passò dalla diocesi di Pavia a quella di Vigevano, come stabilito dalla bolla Beati Petri di papa Pio VI del 17 luglio e confermato dal successivo breve Cum per nostras litteras del 26 settembre.
Dalla relazione della visita pastorale del vescovo Vincenzo Forzani del 1845 si apprende che i fedeli ammontavano a 853 e che la parrocchiale, in cui aveva sede la confraternita dei Santi Giovanni Battista e Francesco, aveva come filiali due oratori.
Il 6 gennaio 1971 la chiesa entrò a far parte della neo-costituita zona pastorale nord-ovest in base al decreto del vescovo Luigi Barbero, per poi essere aggregata il 1º gennaio 1972 al vicariato di Mortara su volere del suo successore monsignor Mario Rossi.

## Descrizione

### Esterno
La facciata a salienti della chiesa, rivolta a mezzogiorno, è suddivisa da una cornice marcapiano in due registri, entrambi scanditi da lesene; quello inferiore, più largo, presenta centralmente il portale maggiore, affiancato da due nicchie e dagli ingressi secondari, mentre quello superiore è caratterizzato da una finestra murata e da due sacre raffigurazioni e coronato dal timpano.
Annesso alla parrocchiale è il campanile a base quadrata, la cui cella presenta su ogni lato una monofora a tutto sesto è coronata dalla cupoletta poggiante sul tamburo a pianta ottagonale.

### Interno
L'interno dell'edificio si compone di un'unica navata, sulla quale si affacciano le cappelle laterali introdotte da archi a tutto sesto e le cui pareti sono scandite da paraste tuscaniche sorreggenti la trabeazione modanata e aggettante sopra la quale si imposta la volta a botte ribassata; al termine dell'aula si sviluppa il presbiterio, rialzato di alcuni gradini e chiuso dall'abside semicircolare.